# KT SkyLife
KT SkyLife (zkráceně: SkyLife, nebo Skylife; korejsky: KT스카이라이프 KT Skchai-laipchu) je poskytovatel satelitního vysílání v Jižní Koreji, vlastněný společností KT.

## Historie
Služba byla založena v roce 2001 jako Korea Digital Satellite Broadcasting Corporation. Oficiálně byla spuštěna 1. března 2002 a ve srovnání s jinými zeměmi začala velmi pozdě. Po uvedení na KOSPI v roce 2011 převzala KT Corporation značný podíl ve firmě a stala se tak největším akcionářem, čímž se Korea Digital Satellite Broadcasting Corporation stala přidruženou společností KT.
KT Corporation však není jediným hlavním akcionářem služby SkyLife. Značný podíl má i veřejnoprávní Korean Broadcasting System.

## Kanály
SkyLife poskytuje vysílání celkem 200 kanálů.

### Televizní kanály
- KBS 1TV
- KBS2
- MBC
- SBS
- EBS
- Arirang TV
- tvN
- Mnet
- SBS Plus
- SBS funE
- SBS Golf
- SBS Sports
- SBS Biz
- SBS M
- MBC Every 1
- MBC Music
- MBC ON
- MBC Sports+
- MBC Dramanet
- Animal Planet
- Animax
- AXN
- OCN
- Cartoon Network
- Discovery Channel
- JTBC
- JTBC 2
- JTBC 4
- JTBC Golf & Sports
- JTBC Golf
- YTN
- MBN
- TV Chosun
- Channel A
- CCTV 4
- NHK World Premium
- Fox News
- Aniplus
- Tooniverse
- a další